# A Bit of What You Fancy
A Bit of What You Fancy è il primo album in studio del gruppo musicale britannico The Quireboys, pubblicato nel 1990.

## Tracce
1. 7 O'Clock – 3:38
2. Man on the Loose – 4:15
3. Whippin' Boy – 4:28
4. Sex Party – 2:36
5. Sweet Mary Ann – 3:38
6. I Don't Love You Anymore – 5:01
7. Hey You – 3:20
8. Misled – 3:35
9. Long Time Comin' – 3:26
10. Roses & Rings – 4:12
11. There She Goes Again – 2:56
12. Take Me Home – 4:11

## Formazione
- Spike – voce
- Guy Bailey – chitarra
- Guy Griffin – chitarra
- Nigel Mogg – basso
- Ian Wallace – batteria
- Chris Johnstone – tastiera